# 布罗肯峰
布罗肯峰（Brocken，發音：[ˈbʁɔkn̩] ⓘ）是德国哈茨山最高峰，也是德国北部最高峰。它坐落在萨克森-安哈尔特州内威悉河和易北河之间。其海拔为1,141米，低于阿尔卑斯山脉，但是它的微气象类似于海拔2000米的山脉。峰顶从每年9月到次年5月覆盖着白雪，并且一年中有300天雾气环绕。年平均温度仅2.9°C。
布罗肯峰经常出现在传说中，并与女巫和魔鬼联系在一起。歌德将这些故事引入自己的作品《浮士德》中。布罗肯幽灵是这座神秘的山峰的常见现象，由于登山者的阴影投射在雾上而营造出怪诞的光学效果。
如今布罗肯峰成为哈尔茨国家公园的一部分，并有一座历史悠久的山上植物园，该园建于1890年。窄轨蒸汽火车，布罗肯火车翻越峰顶，将游客从北面的韦尼格罗德带到南面的诺德豪森。山上有很多徒步小径。

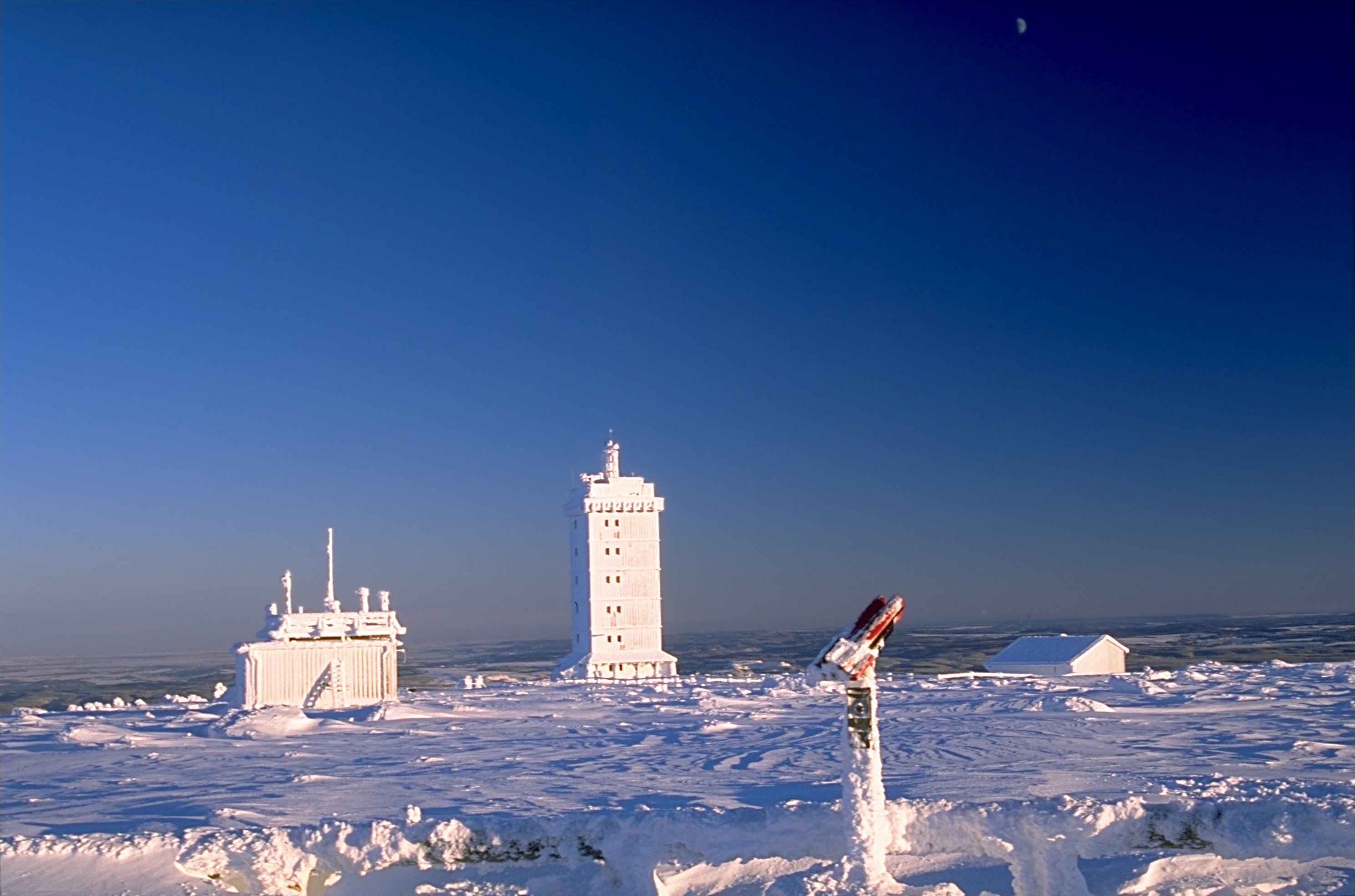
布罗肯气象站曾测到过263km/h的风速
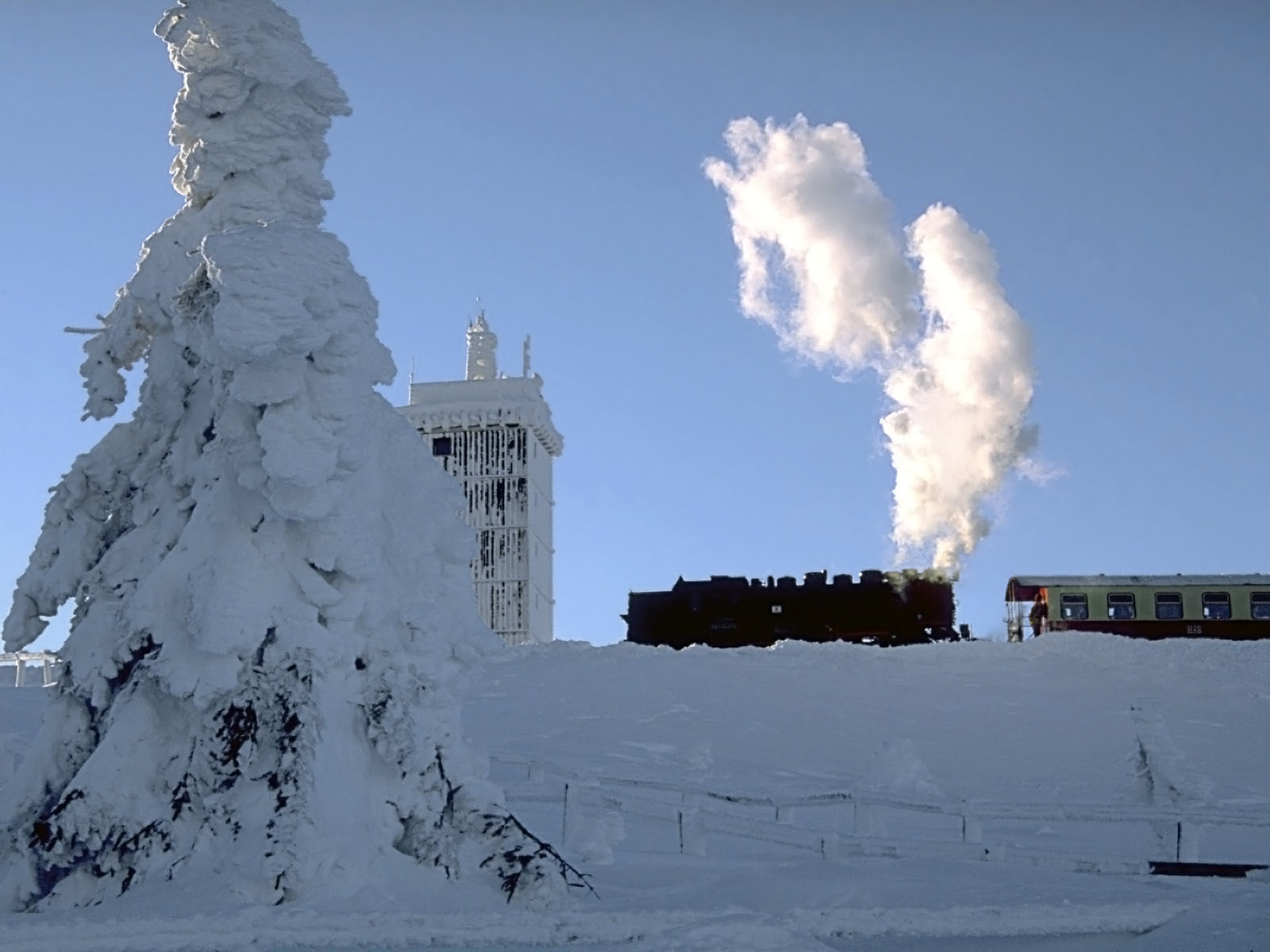
布罗肯火车在一个冬日通过布罗肯峰